# Gasometer Brigittenau
Der Gasometer Brigittenau in der Forsthausgasse 11 (heute: Straßengeviert Forsthausgasse/Hopsagasse) im 20. Wiener Gemeindebezirk Brigittenau war ein Gasbehälter der Wiener Gaswerke.

## Geschichte
Da mit Ende des Jahres 1911 alle in englischem Besitz stehenden Wiener Gaswerke demoliert bzw. an die Kommune Wien übergehen würden, war ein entsprechender Bau- wie Sanierungsbedarf von städtischen Gasanlagen gegeben.
Der Gasometer Brigittenau wurde von 1909 bis 1911 gemeinsam mit dem Gaswerk Leopoldau, von dem aus er mit einer über die damalige Kaiser-Franz-Josefsbrücke führenden Rohrleitung gespeist wurde, durch jene deutsche Firma, welche auch den Gasometer in Simmering konstruiert hatte, errichtet. Im Gegensatz zu den übrigen Gasometern im Wien der damaligen Zeit wurde dieser ohne schmückende und schützende Ziegelfassade errichtet. Das Bauwerk sollte ursprünglich als Gasbehälter Heiligenstadt im 19. Wiener Gemeindebezirk auf der Hagenwiese (heute: Kreilplatz) ausgeführt werden, doch wurde das Vorhaben durch politische Intervention abgewendet. Im August 1909 erwarb die Gemeinde Wien von der Allgemeinen Österreichischen Baugesellschaft den Brigittenauer Baugrund (10.000 m²).
Am 4. August 1911 stürzte bei einer mit Druckluft durchgeführten Erprobung der Gasbehälter ein, nachdem dieser Test bereits zweimal einwandfrei vorgenommen worden war. Dieses Mal jedoch löste sich eine Stahlplatte von der Behälterglocke, so dass die Druckluft rasch entweichen konnte. Durch das schnelle Zusammensinken kippte der Teleskopgasbehälter und wurde dabei schwer beschädigt. Da sich die Arbeiter rechtzeitig in Sicherheit bringen konnten, kam niemand zu Schaden.
Nach den Reparaturarbeiten konnte der Gasbehälter am 11. Dezember 1911 in Betrieb genommen werden.
1953 musste die Decke des Gasbehälters wegen Korrosionsschäden saniert werden. Während dieser Zeit mussten die übrigen elf in Wien gelegenen Gasbehälter die Aufgabe des Gasometers Brigittenau mit übernehmen. Aus dem Dichtungsbassin wurden 15 Tage lang rund 63 Millionen Liter Wasser abgepumpt, wobei man auf den im Donaukanal angesiedelten Fischbestand Rücksicht nehmen musste.
1985 wurde der Gasometer Brigittenau abgebrochen.

## Daten
| Gasometer Brigittenau: Technische Daten |              |                     |
| --------------------------------------- | ------------ | ------------------- |
| Fassungsvermögen: 250.000 Kubikmeter    |              |                     |
| Bauteil                                 | Höhe (Meter) | Durchmesser (Meter) |
| Wasserbassin                            | 11,850       | 85,000              |
| Hubteile                                |              |                     |
| Glocke                                  | 11,050       | 77,400              |
| 1. Hubteil                              | 10,900       | 78,280              |
| 2. Hubteil                              | 10,400       | 79,460              |
| 3. Hubteil                              | 10,500       | 80,040              |
| 4. Hubteil                              | 10,900       | 80,920              |
| Führungsgerüst                          |              |                     |
| Führungsgerüst                          | 60,295       |                     |

Mit seinem Fassungsvermögen war der fünfhübige Teleskopgasometer bei seiner Errichtung der größte Gasometer auf dem europäischen Kontinent.